# Сто франков «Пантеон»
Эта монета ввиду малых тиражей менее распространена и в основном являлась предметом коллекционирования.

## Таблица
| год  | тираж     | примечания                                          |
| ---- | --------- | --------------------------------------------------- |
| 1982 | 1 800     | пробная                                             |
| 1982 | 3 002 200 |                                                     |
| 1983 | 4 984 400 |                                                     |
| 1984 | 4 986 800 |                                                     |
| 1985 | 987 200   |                                                     |
| 1986 | 486 400   |                                                     |
| 1987 | 81 000    |                                                     |
| 1988 | 85 000    |                                                     |
| 1989 | 83 000    |                                                     |
| 1990 | 5 000     |                                                     |
| 1991 | 5 000     |                                                     |
| 1995 | 4 011     | С этого года чеканилась со знаком гравёра — «пчела» |
| 1996 | 2 013     |                                                     |

Несколько лет выпуска не включены в этот список, поскольку были BU с 1997 по 2001 год.

## Памятные монеты
Памятные номиналом 100 франков выпускались в период с 1984 по 1997 годы (см. Памятные монеты Франции).

## Также
- Французский франк